# Confrontos entre Atlético Mineiro e Botafogo no futebol
Os confrontos entre Atlético-MG e  Botafogo no futebol constituem um grande clássico interestadual do futebol brasileiro envolvendo, respectivamente, equipes dos estados de Minas Gerais e do Rio de Janeiro.

## Introdução
Uma particularidade deste confronto é similaridade entre os uniformes dos dois times, camisas listradas verticalmente em preto e branco e calções pretos. Isto obriga a pelo menos um deles a utilizar uniformes reservas quando há o confronto.

## História

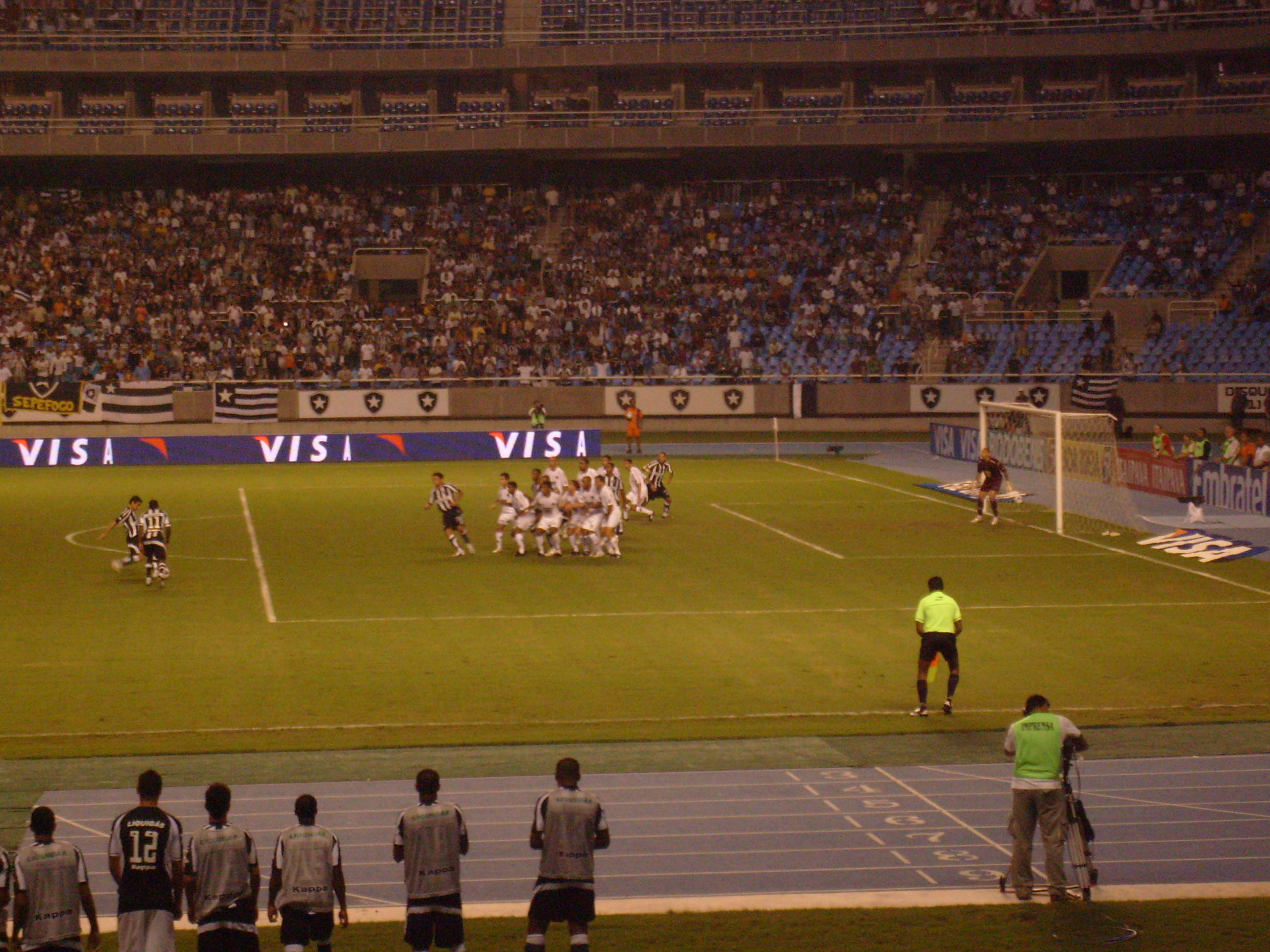
Partida entre os dois clubes realizada em 2008. De listrado, o Botafogo.

Botafogo e Atlético Mineiro protagonizaram jogos decisivos. O primeiro deles aconteceu em 1967 pela Taça Brasil, onde após três jogos, o Atlético-MG eliminou o Botafogo, com um empate por 1 a 1 no Estádio do Mineirão. O mais importante foi o do triangular final do Campeonato Brasileiro de Futebol de 1971, no Maracanã, em 19 de dezembro, quando os mineiros venceram por 1 a 0, gol de Dario Peito de Aço, também conhecido como Dadá Maravilha, sagrando-se campeões brasileiros - primeiros campeões brasileiros a partir do momento em que a competição passou a se chamar Campeonato Brasileiro (durante muito tempo, o Galo foi considerado o primeiro campeão brasileiro, pois, somente em 2010, os campeões da Taça Brasil e do Torneio Roberto Gomes Pedrosa/Taça de Prata tiveram seus títulos homologados pela CBF). O vice-campeão brasileiro de 1971, no entanto, foi o São Paulo, que havia goleado o Bota por 4 a 1, mas perdido para o Atlético.
Os dois alvinegros voltaram a protagonizar um confronto decisivo na Copa Conmebol de 1993, na fase semifinal. O Atlético defendia o título. No primeiro jogo, os mineiros venceram por 3 a 1, tornando a missão dos cariocas quase impossível. Porém, no estádio Caio Martins, o time da estrela solitária bateu o Galo por 3 a 0, não apenas passando de fase, como também vindo a ser o campeão, derrotando, na final, o Peñarol do Uruguai, nos pênaltis. Até o momento, o Botafogo, o Flamengo em 2020 e o Fluminense em 2023 são os cariocas a conquistarem um título continental da Conmebol no Maracanã.
Nas quartas de final do Campeonato Brasileiro de 1994, novo confronto entre os dois alvinegros. Desta vez, deu Galo: vitória por 2 a 0 em casa e derrota por 2 a 1 fora.
Um ano depois, no Campeonato Brasileiro de 1995, no qual o alvinegro carioca seria o campeão, o time de General Severiano goleou o Galo por 5 a 0. Na edição seguinte da competição, no Mineirão, o Atlético Mineiro teve a chance de devolver a goleada. O Galo abriu uma vantagem de 4 a 0. O time de Túlio Maravilha, fez três gols, encerrando o placar.
No Campeonato Brasileiro de 1998, aconteceu aquele que é, talvez, o jogo mais emocionante da história do confronto: 5 a 5 no Mineirão. Os alvinegros do Rio de Janeiro abriram 2 a 0 no primeiro tempo. No segundo, os mineiros viraram para 5 a 2. O Botafogo acordou de novo e buscou o empate, para alívio da torcida botafoguense, cujo time lutava contra o rebaixamento, e decepção da torcida atleticana, que havia visto sua equipe também entregar uma vitória na Vila Belmiro, quando vencia o Santos por 4 a 1, permitindo que o Peixe empatasse.
No Campeonato Brasileiro de 1999, competição na qual esteve ainda mais próximo de ser rebaixado, o Botafogo levou uma goleada do Atlético em casa: 5 a 1.
A década de 2000 marcou uma nova era da história do clássico, que seria caracterizada por  rivalidade em função de encontros em confrontos decisivos. Isso se reforçou por várias vitórias do Botafogo sobre o Atlético, incluindo  cinco eliminações em torneios mata-mata. Nos Brasileiros de 2002 e 2004, com o Botafogo sendo rebaixado no primeiro, todos os jogos entre as duas equipes acabaram empatados. No de 2005, onde o Atlético foi rebaixado, o Botafogo venceu ambas as partidas contra os mineiros.
O próximo confronto entre as equipe seria nas quartas de final da Copa do Brasil de 2007, onde o Botafogo iniciaria sua fama de "carrasco" do Atlético. Primeiro jogo, empate no Mineirão. No segundo jogo, o Botafogo venceu de virada por 2 a 1.
Nas quartas de final da Copa do Brasil de 2008, outro confronto entre os dois alvinegros: empate por 0 a 0 em Belo Horizonte e vitória dos cariocas por 2 a 0, no Engenhão. Na Copa Sul-Americana do mesmo ano, outro triunfo da Estrela Solitária: 3 a 1 em casa e 5 a 2 fora. No Campeonato Brasileiro do mesmo ano, o Galo, finalmente, quebrou o tabu de não vencer o time carioca: 2 a 1. O time mineiro não vencia o a equipe carioca desde o Campeonato Brasileiro de 2001, quando derrotou-a por 4 a 0, no Estádio Independência - na época, o time de General Severiano também lutava contra o rebaixamento. 
Na Copa Sul-Americana de 2011, os dois times se enfrentaram de novo, com o Botafogo vencendo novamente: 2 a 1 no Ipatingão e 1 a 0 no Engenhão. Por outro lado, pouco depois dessa partida, pela penúltima rodada do Brasileirão, o Atlético goleou o Botafogo na Arena do Jacaré por 4 a 0, se livrando do rebaixamento.
A vitória atleticana por 3 a 2 em 19 de agosto de 2012 valeu ao Galo o Troféu Osmar Santos, premiação oferecida pelo jornal Lance! ao vencedor simbólico do primeiro turno do Campeonato Brasileiro.
Em 2013, na primeira edição da Copa do Brasil contando com os times que jogaram a Copa Libertadores, o campeão continental Atlético novamente foi eliminado pelo Botafogo. O jogo de ida no Maracanã terminou em 4 a 2 para os cariocas, e na volta no Independência, o jogo terminou em 2 a 2.
O confronto mais importante entre os dois clubes aconteceu na final da Copa Libertadores de 2024, no qual o Botafogo saiu vitorioso com gols de Luiz Henrique, Alex Telles (de pênalti) e Júnior Santos, mesmo com um jogador a menos desde a expulsão de Gregore por falta cometida aos trinta segundos de jogo. O jogo terminou em 3–1 para o alvinegro carioca, com o gol do Atlético marcado por Eduardo Vargas.
Virada histórica
Em um amistoso realizado em 1958, o Botafogo vinha perdendo de 4 a 0 do Atlético no primeiro tempo, mas conseguiu fazer uma virada histórica no segundo tempo fazendo incríveis 5 gols, saindo vitorioso.
| 23 de março de 1958 | Atlético Mineiro                      | 4 – 5     | Botafogo                                                                  | Estádio Independência, BH                                      |
|                     | Tomazinho 14' · Alvinho 34', 37', 38' | Relatório | Édison 56' · Garrincha 72' · Paulinho Valentim 75' · Quarentinha 81', 87' | Renda: 376.720,00 cruzeiros Árbitro: RJ Guálter Gama de Castro |

## Competições daCBF
Pelo Campeonato Brasileiro Unificado foram 65 jogos, com 25 vitórias do Botafogo, 23 do Atlético e 17 empates, com 98 gols a favor do Botafogo e 94 a favor do Atlético.
Pela Copa do Brasil foram 8 jogos, com 4 vitórias do Botafogo, 1 vitória do Atlético e 1 empate, com 13 gols a favor do Botafogo e 6 a favor do Atlético.

## Competições daConmebol
Pela Copa Conmebol foram 2 jogos, com 1 vitória do Atlético e 1 vitória do Botafogo, com 4 gols a favor do Botafogo e 3 a favor do Atlético.
Pela Copa Sulamericana foram 4 jogos, com 4 vitórias do Botafogo, com 11 gols a favor do Botafogo e 4 a favor do Atlético.

## Recordes

### Partida com mais gols
Atlético 5–5 Botafogo, 10 de outubro de 1998, Campeonato Brasileiro, Mineirão.

### Goleadas
A maior goleada foi a favor do Botafogo, por 5 a 0 em 12 de novembro de 1995, no Maracanã, na campanha que o levaria ao título do Campeonato Brasileiro daquele ano. Já a favor do Atlético-MG foi por 5 a 1, em 	
18 de agosto de 1999, partida também válida pelo Campeonato Brasileiro e disputada no Estádio Caio Martins, em Niterói, com o Galo tendo terminado essa competição como vice-campeão.

### Séries
A maior série de invencibilidade é do Botafogo, 14 jogos (9 vitórias e 5 empates) entre 2002 e 2008  Já a favor do Atlético foi de 7 jogos (2 vitórias e 5 empates) entre 1998 e 2004.

### Artilheiros
Os maiores artilheiros deste confronto são os botafoguenses Túlio e Roberto, com 8 gols, enquanto o maior artilheiro atleticano é Marques, com 6 gols.

## Jogos decisivos
Em decisões
Em competições da CBF
- Em 1971, o Atlético Mineiro conquistou o Campeonato Brasileiro sobre o Botafogo, na última rodada do triangular final.

Em competições da Conmebol
- Em 2024, o Botafogo venceu a final da Copa Libertadores da América sobre o Atlético Mineiro.

Em mata-matas
Em competições da CBF
- Em 1967, o Atlético Mineiro eliminou o Botafogo nas oitavas de final da Taça Brasil.
- Em 1994, o Atlético Mineiro eliminou o Botafogo nas quartas de final do Campeonato Brasileiro.
- Em 2007, o Botafogo eliminou o Atlético Mineiro nas quartas de final da Copa do Brasil.
- Em 2008, o Botafogo eliminou o Atlético Mineiro nas quartas de final da Copa do Brasil.
- Em 2013, o Botafogo eliminou o Atlético Mineiro nas oitavas de final da Copa do Brasil.
- Em 2017, o Botafogo eliminou o Atlético Mineiro nas quartas de final da Copa do Brasil.

Em competições da Conmebol
- Em 1993, o Botafogo eliminou o Atlético Mineiro na semifinal do Copa Conmebol.
- Em 2008, o Botafogo eliminou o Atlético Mineiro na primeira fase da Copa Sul-Americana.
- Em 2011, o Botafogo eliminou o Atlético Mineiro na primeira fase da Copa Sul-Americana.
- Em 2019, o Atlético Mineiro eliminou o Botafogo nas oitavas de final da Copa Sul-Americana

Em competições de torneios amistosos
- Em 1964, o Botafogo eliminou o Atlético Mineiro nas semifinais do Torneio Quadrangular de Belo Horizonte.
- Em 1997, o Atlético Mineiro eliminou o Botafogo na primeira rodada do Torneio Quadrangular de Brasília.

## Maiores públicos
- Acima de 30.000, jogos no Estádio do Maracanã e no Estádio do Mineirão. [6]

1. Botafogo 0–0 Atlético, 107.730, 12 de fevereiro de 1978.
2. Atlético 1–1 Botafogo, 71.997, 15 de novembro de 1967.
3. Atlético 1–0 Botafogo, 71.174, 1 de novembro de 1967.
4. Atlético 0–3 Botafogo, 53.542, 12 de maio de 1991.
5. Atlético 2–0 Botafogo, 50.363, 1 de dezembro de 1994.
6. Botafogo 2–1 Atlético, 49.344, 10 de maio de 2007.
7. Atlético 1–1 Botafogo, 48.651, 5 de julho de 2009.
8. Atlético 3–2 Botafogo, 46.686, 1º de maio de 1979.
9. Botafogo 0–1 Atlético, 46.458, 19 de dezembro de 1971.
10. Atlético 0–0 Botafogo, 43.086, 8 de maio de 2008.
11. Atlético 0–0 Botafogo, 40.225, 2 de maio de 2007.
12. Atlético 5–3 Botafogo, 36.129, 30 de junho de 2016.
13. Atlético 4–3 Botafogo, 33.763, 27 de outubro de 1996.
14. Botafogo 2–4 Atlético, 32.929, 5 de outubro de 1986.
15. Botafogo 2–1 Atlético, 32.344, 4 de dezembro de 1994.
16. Atlético 3–1 Botafogo, 32.247, 22 de novembro de 1970.
17. Atlético 2–2 Botafogo, 30.912, 12 de setembro de 1971.
18. Atlético 1–1 Botafogo, 30.514, 23 de outubro de 1968.

No Estádio Nilton Santos
1. Botafogo 3–0 Atlético, 27.576, 7 de agosto de 2010 (24.154 pagantes).[7]

No Estádio Independência
1. Atlético 2–0 Botafogo, 27.924, 4 de dezembro de 2019.

Na Arena do Jacaré
1. Atlético 4–0 Botafogo, 18.281, 27 de novembro de 2011.

## Relação de jogos
Fonte: site Galo Digital
21 / 10 / 1923	Botafogo 4–2	Amistoso	Campo do Palestra Itália
30 / 08 / 1930	Atlético 3–2	Amistoso	Pres. Antônio Carlos
01 / 10 / 1930	Botafogo 6–3	Amistoso	General Severiano
29 / 10 / 1938	Botafogo 2–0	Amistoso	Pres. Antônio Carlos
17 / 09 / 1940	Atlético 4–3	Amistoso	Pres. Antônio Carlos
03 / 02 / 1943	Botafogo 3–2	Amistoso	Pres. Antônio Carlos
07 / 02 / 1943	Atlético 3–1	Amistoso	Pres. Antônio Carlos
29 / 01 / 1947	Atlético 3–2	Amistoso	Pres. Antônio Carlos
20 / 07 / 1947	Atlético 2–1	Amistoso	General Severiano
23 / 07 / 1947	Botafogo 3–2	Amistoso	Laranjeiras
10 / 09 / 1947	Empate 3–3	Amistoso	Juscelino Kubitschek
30 / 11 / 1947	Empate 3–3	Amistoso	Juscelino Kubitschek
13 / 02 / 1949	Botafogo 3–1	Amistoso	Otacílio Negrão de Lima
16 / 03 / 1954	Empate 2–2	Amistoso	Pres. Antônio Carlos
19 / 03 / 1954	Botafogo 3–2	Amistoso	General Severiano
27 / 03 / 1955	Atlético 3–2	Torneio Quadrangular JK	Independência
20 / 03 / 1956	Botafogo 2–0	Amistoso	Independência
03 / 02 / 1957	Botafogo 3–1	Amistoso	Independência
23 / 03 / 1958	Botafogo 5–4	Amistoso	Independência
27 / 01 / 1959	Botafogo 3–1	Amistoso	Independência

### Anos 1960
| Data                   | Torneio                      | Estádio       | Casa     | Visitante | Placar | Gols (casa)                                            | Gols (visitante)                                    |
| ---------------------- | ---------------------------- | ------------- | -------- | --------- | ------ | ------------------------------------------------------ | --------------------------------------------------- |
| 4 de julho de 1962     | Amistoso                     | Independência | Atlético | Botafogo  | 0–3    |                                                        | Reginaldo 12', Amarildo 40', Neivaldo 65'           |
| 30 de janeiro de 1964  | Torneio Gov. Magalhães Pinto | Independência | Atlético | Botafogo  | 2–3    | Nílson 78', Viladônega 88'                             | Élton ?', Garrincha 33', Gérson 48'                 |
| 1 de novembro de 1966  | Amistoso                     | Mineirão      | Atlético | Botafogo  | 0–0    |                                                        |                                                     |
| 11 de março de 1967    | Brasileiro                   | Maracanã      | Botafogo | Atlético  | 4–4    | Roberto Miranda 2', 54', Gérson 21' (pen), 31' (pen)   | Tião 26' (pen), Edgar Maia 72', Buião 80', Beto 87' |
| 11 de outubro de 1967  | Brasileiro                   | Maracanã      | Botafogo | Atlético  | 3–2    | Roberto Miranda 40', Rogério 43', Paulo César Caju 67' | Canindé 15', Décio Teixeira 89' (pen)               |
| 1 de novembro de 1967  | Brasileiro                   | Mineirão      | Atlético | Botafogo  | 1–0    | Ronaldo 73' (pen)                                      |                                                     |
| 15 de novembro de 1967 | Brasileiro                   | Mineirão      | Atlético | Botafogo  | 1–1    | Ronaldo 108'                                           | Gérson 118'                                         |
| 13 de março de 1968    | Amistoso                     | Mineirão      | Atlético | Botafogo  | 2–3    | Desconhecido                                           | Desconhecido                                        |
| 23 de outubro de 1968  | Brasileiro                   | Mineirão      | Atlético | Botafogo  | 1–1    | Vaguinho 24'                                           | Jairzinho 81'                                       |
| 22 de outubro de 1969  | Brasileiro                   | Maracanã      | Botafogo | Atlético  | 2–1    | Paulo César Caju 27', Zequinha 56'                     | Dadá Maravilha 53'                                  |

### Anos 1970
| Data                    | Torneio    | Estádio  | Casa     | Visitante | Placar | Gols (casa)                                             | Gols (visitante)         |
| ----------------------- | ---------- | -------- | -------- | --------- | ------ | ------------------------------------------------------- | ------------------------ |
| 19 de fevereiro de 1970 | Amistoso   | Mineirão | Atlético | Botafogo  | 0–1    |                                                         | Roberto Miranda 9'       |
| 22 de novembro de 1970  | Brasileiro | Mineirão | Atlético | Botafogo  | 3–1    | Vaguinho 18', 73', Vanderlei 57'                        | Nei Conceição 50'        |
| 21 de abril de 1971     | Amistoso   | Pelezão  | Atlético | Botafogo  | 2–0    | Vaguinho 8', Dadá Maravilha 45+1'                       |                          |
| 12 de setembro de 1971  | Brasileiro | Mineirão | Atlético | Botafogo  | 2–2    | Dadá Maravilha 35', 89'                                 | Roberto Miranda 38', 83' |
| 19 de dezembro de 1971  | Brasileiro | Maracanã | Botafogo | Atlético  | 0–1    |                                                         | Dadá Maravilha 61'       |
| 17 de junho de 1972     | Amistoso   | Uberabão | Atlético | Botafogo  | 2–2    | Desconhecido                                            | Desconhecido             |
| 5 de novembro de 1972   | Brasileiro | Mineirão | Atlético | Botafogo  | 2–0    | Vanderlei 57', 78'                                      |                          |
| 24 de novembro de 1973  | Brasileiro | Maracanã | Botafogo | Atlético  | 2–1    | Puruca 25', Ferretti 84'                                | Campos 49'               |
| 12 de fevereiro de 1978 | Brasileiro | Maracanã | Botafogo | Atlético  | 0–0    |                                                         |                          |
| 1 de maio de 1979       | Amistoso   | Mineirão | Atlético | Botafogo  | 3–2    | Marcelo Oliveira 4', Ziza ?' (pen), Pedrinho Gaúcho 55' | Gil 65', Luisinho 75'    |

### Anos 1980
| Data                   | Torneio      | Estádio       | Casa     | Visitante | Placar | Gols (casa)             | Gols (visitante)                                                       |
| ---------------------- | ------------ | ------------- | -------- | --------- | ------ | ----------------------- | ---------------------------------------------------------------------- |
| 24 de abril de 1984    | Heleno Nunes | Mineirão      | Atlético | Botafogo  | 0–3    |                         | Otávio 8', Alemão 58', Leandro 68'                                     |
| 19 de junho de 1986    | Amistoso     | Independência | Atlético | Botafogo  | 2–2    | Desconhecido            | Desconhecido                                                           |
| 5 de outubro de 1986   | Brasileiro   | Maracanã      | Botafogo | Atlético  | 2–4    | Berg 5', 13'            | Éverton 16', Sérgio Araújo 19', Jorge Valença 70', Reinaldo Xavier 83' |
| 28 de outubro de 1987  | Brasileiro   | Maracanã      | Botafogo | Atlético  | 0–0    |                         |                                                                        |
| 7 de setembro de 1988  | Brasileiro   | Mineirão      | Atlético | Botafogo  | 1–0    | Aílton 70'              |                                                                        |
| 23 de setembro de 1989 | Brasileiro   | Mineirão      | Atlético | Botafogo  | 2–0    | Batista 57', Gérson 59' |                                                                        |

### Anos 1990
| Data                   | Torneio           | Estádio        | Casa     | Visitante | Placar | Gols (casa)                                                | Gols (visitante)                                                                     |
| ---------------------- | ----------------- | -------------- | -------- | --------- | ------ | ---------------------------------------------------------- | ------------------------------------------------------------------------------------ |
| 11 de novembro de 1990 | Brasileiro        | Caio Martins   | Botafogo | Atlético  | 1–1    | Luisinho 49'                                               | Mauricinho 82'                                                                       |
| 12 de maio de 1991     | Brasileiro        | Mineirão       | Atlético | Botafogo  | 0–3    |                                                            | Paulo Roberto 33', Vivinho 43', Valdeir 55'                                          |
| 1 de fevereiro de 1992 | Brasileiro        | Mineirão       | Atlético | Botafogo  | 0–2    |                                                            | Chicão 27', Válber 36'                                                               |
| 8 de setembro de 1993  | Copa Conmebol     | Mineirão       | Atlético | Botafogo  | 3–1    | Valdir 15', Leandro Tavares 52', Reinaldo 72'              | Sinval 42'                                                                           |
| 15 de setembro de 1993 | Copa Conmebol     | Caio Martins   | Botafogo | Atlético  | 3–0    | Sinval 42', Rogério Pinheiro 64', Eliel 80'                |                                                                                      |
| 10 de junho de 1994    | Copa Dener        | Caio Martins   | Botafogo | Atlético  | 0–3    |                                                            | Desconhecido                                                                         |
| 24 de agosto de 1994   | Brasileiro        | Caio Martins   | Botafogo | Atlético  | 2–1    | Róbson 76', Juninho 79'                                    | Paulo Roberto Prestes 1'                                                             |
| 31 de agosto de 1994   | Brasileiro        | Mineirão       | Atlético | Botafogo  | 0–2    |                                                            | Túlio Maravilha 78', 85'                                                             |
| 1 de dezembro de 1994  | Brasileiro        | Mineirão       | Atlético | Botafogo  | 2–0    | Éder Aleixo 13', Darci 39'                                 |                                                                                      |
| 4 de dezembro de 1994  | Brasileiro        | Maracanã       | Botafogo | Atlético  | 2–1    | Marcelo Carioca 41', Moisés 58'                            | Reinaldo 17'                                                                         |
| 12 de novembro de 1995 | Brasileiro        | Maracanã       | Botafogo | Atlético  | 5–0    | Gonçalves 11', Donizete 15', 19', Túlio Maravilha 80', 89' |                                                                                      |
| 26 de outubro de 1996  | Brasileiro        | Mineirão       | Atlético | Botafogo  | 4–3    | Renaldo 1', 28', Leandro Tavares 6', 19'                   | Bentinho 43', 72', Túlio Maravilha 53'                                               |
| 8 de junho de 1997     | Copa Bandeirantes | Mané Garrincha | Atlético | Botafogo  | 2–1    | Nilo 47', Euller 76'                                       | Bentinho 73'                                                                         |
| 17 de julho de 1997    | Brasileiro        | Caio Martins   | Botafogo | Atlético  | 2–0    | Gonçalves 38', Bentinho 74'                                |                                                                                      |
| 10 de outubro de 1998  | Brasileiro        | Mineirão       | Atlético | Botafogo  | 5–5    | Valdir 46', 59', 65', 80', Marques 54'                     | Túlio Maravilha 30', 83', Chiquinho Pernambucano 39', Bebeto 85', Tico Mineiro 90+1' |
| 18 de agosto de 1999   | Brasileiro        | Caio Martins   | Botafogo | Atlético  | 1–5    | Rodrigo Beckham 37'                                        | Belletti 1', Guilherme 5', Marques 15', Adriano 78', Curê 88'                        |

### Anos 2000
| Data                   | Torneio        | Estádio         | Casa     | Visitante | Placar | Gols (casa)                                                 | Gols (visitante)                                                                   |
| ---------------------- | -------------- | --------------- | -------- | --------- | ------ | ----------------------------------------------------------- | ---------------------------------------------------------------------------------- |
| 30 de julho de 2000    | Brasileiro     | Caio Martins    | Botafogo | Atlético  | 0–0    |                                                             |                                                                                    |
| 3 de outubro de 2001   | Brasileiro     | Independência   | Atlético | Botafogo  | 4–0    | Marques 6', 70', 85', Ramon 25'                             |                                                                                    |
| 14 de agosto de 2002   | Brasileiro     | Maracanã        | Botafogo | Atlético  | 1–1    | Galeano 82'                                                 | Alexandre 63'                                                                      |
| 28 de abril de 2004    | Brasileiro     | Caio Martins    | Botafogo | Atlético  | 2–2    | Valdo 24', Camacho 80'                                      | Quirino 20', 22'                                                                   |
| 22 de agosto de 2004   | Brasileiro     | Independência   | Atlético | Botafogo  | 1–1    | Márcio Mixirica 12'                                         | Luizão 80'                                                                         |
| 14 de maio de 2005     | Brasileiro     | Luso Brasileiro | Botafogo | Atlético  | 2–1    | César Prates 27', Túlio 47'                                 | Euller 60'                                                                         |
| 11 de setembro de 2005 | Brasileiro     | Independência   | Atlético | Botafogo  | 0–2    |                                                             | Leandro Carvalho 79', Ricardinho 85'                                               |
| 2 de maio de 2007      | Copa do Brasil | Mineirão        | Atlético | Botafogo  | 0–0    |                                                             |                                                                                    |
| 10 de maio de 2007     | Copa do Brasil | Maracanã        | Botafogo | Atlético  | 2–1    | André Lima 46', Alex Bruno 55'                              | Éder Luís 39'                                                                      |
| 20 de maio de 2007     | Brasileiro     | Maracanã        | Botafogo | Atlético  | 2–1    | Dodô 17', Lúcio Flávio 46'                                  | Marcos 71'                                                                         |
| 26 de agosto de 2007   | Brasileiro     | Mineirão        | Atlético | Botafogo  | 1–2    | Danilinho 29'                                               | Túlio 59', Lúcio Flávio 79'                                                        |
| 8 de maio de 2008      | Copa do Brasil | Mineirão        | Atlético | Botafogo  | 0–0    |                                                             |                                                                                    |
| 14 de maio de 2008     | Copa do Brasil | Engenhão        | Botafogo | Atlético  | 2–0    | Zé Carlos 54', Alessandro 90'                               |                                                                                    |
| 23 de julho de 2008    | Brasileiro     | Engenhão        | Botafogo | Atlético  | 4–0    | Lúcio Flávio 1', Triguinho 69', Carlos Alberto 86', Gil 89' |                                                                                    |
| 14 de agosto de 2008   | Sul-Americana  | Engenhão        | Botafogo | Atlético  | 3–1    | Carlos Alberto 45+1', 90+2', Eduardo 84'                    | Marques 16'                                                                        |
| 27 de agosto de 2008   | Sul-Americana  | Mineirão        | Atlético | Botafogo  | 2–5    | Lenílson 60', 81'                                           | Lúcio Flávio 21', 26', Jorge Henrique 46', Carlos Alberto 65', Leandro Almeida 85' |
| 2 de novembro de 2008  | Brasileiro     | Mineirão        | Atlético | Botafogo  | 2–1    | Leandro Almeida 20', 76'                                    | Carlos Alberto 62'                                                                 |
| 5 de julho de 2009     | Brasileiro     | Mineirão        | Atlético | Botafogo  | 1–1    | Éder Luís 15'                                               | Juninho 23'                                                                        |
| 8 de outubro de 2009   | Brasileiro     | Engenhão        | Botafogo | Atlético  | 3–1    | André Lima 8', Lúcio Flávio 12', Reinaldo 32'               | Corrêa 19'                                                                         |

### Anos 2010
| Data                   | Torneio        | Estádio         | Casa     | Visitante | Placar | Gols (casa)                                                      | Gols (visitante)                                       |
| ---------------------- | -------------- | --------------- | -------- | --------- | ------ | ---------------------------------------------------------------- | ------------------------------------------------------ |
| 7 de agosto de 2010    | Brasileiro     | Engenhão        | Botafogo | Atlético  | 3–0    | Maicosuel 31', Somália 40', Herrera 69'                          |                                                        |
| 30 de outubro de 2010  | Brasileiro     | Arena do Jacaré | Atlético | Botafogo  | 0–2    |                                                                  | Edno 75', Loco Abreu 89'                               |
| 10 de agosto de 2011   | Sul-Americana  | Ipatingão       | Atlético | Botafogo  | 1–2    | Richarlyson 44'                                                  | Herrera 6', Maicosuel 38'                              |
| 20 de agosto de 2011   | Brasileiro     | Engenhão        | Botafogo | Atlético  | 3–1    | Elkeson 16', Felipe Menezes 34', 54'                             | André 90+1'                                            |
| 23 de agosto de 2011   | Sul-Americana  | Engenhão        | Botafogo | Atlético  | 1–0    | Herrera 45+2'                                                    |                                                        |
| 27 de novembro de 2011 | Brasileiro     | Arena do Jacaré | Atlético | Botafogo  | 4–0    | Daniel Carvalho 15', André 24', 31', Leonardo Silva 90+2'        |                                                        |
| 19 de agosto de 2012   | Brasileiro     | Independência   | Atlético | Botafogo  | 3–2    | Escudero 43', Jô 53', Neto Berola 88'                            | Andrezinho 26', 80'                                    |
| 25 de novembro de 2012 | Brasileiro     | Engenhão        | Botafogo | Atlético  | 2–3    | Antônio Carlos 27', Elkeson 29'                                  | Bernard 14', Richarlyson 81', Réver 88'                |
| 7 de agosto de 2013    | Brasileiro     | Independência   | Atlético | Botafogo  | 2–2    | Ronaldinho Gaúcho 28', Luan 90+3'                                | Elias 14', Lodeiro 58'                                 |
| 22 de agosto de 2013   | Copa do Brasil | Maracanã        | Botafogo | Atlético  | 4–2    | Lodeiro 29', Leonardo Silva 48', Rafael Marques 56', Vitinho 86' | Marcos Rocha 19', Guilherme 89'                        |
| 28 de agosto de 2013   | Copa do Brasil | Independência   | Atlético | Botafogo  | 2–2    | Marcos Rocha 37', Fernandinho 56'                                | Rafael Marques 50', Dória 61'                          |
| 26 de outubro de 2013  | Brasileiro     | Maracanã        | Botafogo | Atlético  | 1–0    | Júlio César 51'                                                  |                                                        |
| 7 de setembro de 2014  | Brasileiro     | Independência   | Atlético | Botafogo  | 1–0    | Leonardo Silva 69'                                               |                                                        |
| 7 de dezembro de 2014  | Brasileiro     | Mané Garrincha  | Botafogo | Atlético  | 0–0    |                                                                  |                                                        |
| 30 de junho de 2016    | Brasileiro     | Mineirão        | Atlético | Botafogo  | 5–3    | Cazares 1', 77', Robinho 45+1', Fred 47', Carlos 89'             | Sassá 72' (pen), Gervasio Núñez 88', Bruno Silva 90+1' |
| 16 de outubro de 2016  | Brasileiro     | Luso Brasileiro | Botafogo | Atlético  | 3–2    | Bruno Silva 4', Rodrigo Pimpão 35', Dudu Cearense 90+2'          | Fred 50', Leonardo Silva 69'                           |
| 29 de junho de 2017    | Copa do Brasil | Independência   | Atlético | Botafogo  | 1–0    | Cazares 7'                                                       |                                                        |
| 9 de julho de 2017     | Brasileiro     | Nilton Santos   | Botafogo | Atlético  | 1–1    | Roger 90+3'                                                      | Marlone 22'                                            |
| 26 de julho de 2017    | Copa do Brasil | Nilton Santos   | Botafogo | Atlético  | 3–0    | Carli 5', Roger 41', Gilson 90'                                  |                                                        |
| 29 de outubro de 2017  | Brasileiro     | Independência   | Atlético | Botafogo  | 0–0    |                                                                  |                                                        |
| 19 de agosto de 2018   | Brasileiro     | Nilton Santos   | Botafogo | Atlético  | 0–3    |                                                                  | Luan 62', Cazares 80', Tomás Andrade 90'               |
| 1 de dezembro de 2018  | Brasileiro     | Independência   | Atlético | Botafogo  | 1–0    | Cazares 18'                                                      |                                                        |
| 24 de julho de 2019    | Sul-Americana  | Nilton Santos   | Botafogo | Atlético  | 0–1    |                                                                  | Vinícius 36'                                           |
| 31 de julho de 2019    | Sul-Americana  | Independência   | Atlético | Botafogo  | 2–0    | Fábio Santos 76' (pen), Vinícius 85'                             |                                                        |
| 8 de setembro de 2019  | Brasileiro     | Nilton Santos   | Botafogo | Atlético  | 2–1    | Diego Souza 44' (pen), Alex Santana 65'                          | Di Santo 90+2'                                         |
| 4 de dezembro de 2019  | Brasileiro     | Mineirão        | Atlético | Botafogo  | 2–0    | Jair 40', Luan 68'                                               |                                                        |

### Anos 2020
| Data                   | Torneio      | Estádio        | Casa     | Visitante | Placar | Gols (casa)                                     | Gols (visitante)                                              |
| ---------------------- | ------------ | -------------- | -------- | --------- | ------ | ----------------------------------------------- | ------------------------------------------------------------- |
| 19 de agosto de 2020   | Brasileiro   | Nilton Santos  | Botafogo | Atlético  | 2–1    | Luiz Fernando 26', Caio Alexandre 87'           | Igor Rabello 90+6'                                            |
| 25 de novembro de 2020 | Brasileiro   | Mineirão       | Atlético | Botafogo  | 2–1    | Savarino 17', Sasha 50'                         | Marcelo Benevenuto 53'                                        |
| 17 de julho de 2022    | Brasileiro   | Nilton Santos  | Botafogo | Atlético  | 0–1    |                                                 | Zaracho 55'                                                   |
| 7 de novembro de 2022  | Brasileiro   | Mineirão       | Atlético | Botafogo  | 0–2    |                                                 | Victor Sá 76', Tiquinho Soares 84'                            |
| 7 de maio de 2023      | Brasileiro   | Nilton Santos  | Botafogo | Atlético  | 2–0    | Victor Sá 29', Matheus Nascimento 59'           |                                                               |
| 16 de setembro de 2023 | Brasileiro   | Arena MRV      | Atlético | Botafogo  | 1–0    | Paulinho 81'                                    |                                                               |
| 7 de julho de 2024     | Brasileiro   | Nilton Santos  | Botafogo | Atlético  | 3–0    | Luiz Henrique 12', Cuiabano 78', Savarino 90+3' |                                                               |
| 20 de novembro de 2024 | Brasileiro   | Independência  | Atlético | Botafogo  | 0–0    |                                                 |                                                               |
| 30 de novembro de 2024 | Libertadores | Mâs Monumental | Atlético | Botafogo  | 1–3    | Eduardo Vargas 47'                              | Luiz Henrique 35', Alex Telles 44' (pen), Júnior Santos 90+7' |
| 20 de abril de 2025    | Brasileiro   | Mineirão       | Atlético | Botafogo  | 1–0    | Tomás Cuello 48'                                |                                                               |